# Glaucopsyche polyphemus
Glaucopsyche polyphemus är en fjärilsart som beskrevs av Jean Baptiste Boisduval 1869. Glaucopsyche polyphemus ingår i släktet Glaucopsyche och familjen juvelvingar. Inga underarter finns listade i Catalogue of Life.